# Verkiezingen in Bulgarije
In Bulgarije worden de president en het parlement via democratische verkiezingen gekozen door het volk. De president wordt voor vijf jaar gekozen via enkelvoudig, direct kiesrecht. De Narodno Sobranie (Nationale Vergadering), het eenkamerparlement, bestaat uit 240 leden en wordt via enkelvoudig, direct kiesrecht. De kiesdrempel is 4%. In Bulgarije kent men een meerpartijenstelsel en het lukt een partij haast nooit om de meerderheid te behalen en daarom worden er bijna altijd coalitieregeringen gevormd.

## Presidentsverkiezingen

### Presidentsverkiezingen 2011
| Kandidaten                     | Partij                                           | Eerste ronde | Eerste ronde | Tweede ronde | Tweede ronde |
| Kandidaten                     | Partij                                           | Stemmen      | %            | Stemmen      | %            |
| ------------------------------ | ------------------------------------------------ | ------------ | ------------ | ------------ | ------------ |
| Rosen Plevneliev               | GERB                                             | 1.349.380    | 40,11        | 1.698.136    | 52,58        |
| Ivajlo Kalfin                  | Bulgaarse Socialistische Partij                  | 974.300      | 28,96        | 1.531.193    | 47,42        |
| Meglena Koeneva                | Onafhankelijk                                    | 470.808      | 14,00        |              |              |
| Volen Siderov                  | Ataka                                            | 122.466      | 3,64         |              |              |
| Stefan Solakov                 | Nationaal Front voor de Verlossing van Bulgarije | 84.205       | 2,50         |              |              |
| Roemen Christov                | Unie van Democratische Krachten                  | 65.761       | 1,95         |              |              |
| Atanas Semov                   | Orde, Recht en Rechtvaardigheid                  | 61.797       | 1,84         |              |              |
| Svetoslav Vitkov               | Onafhankelijk                                    | 54.125       | 1,61         |              |              |
| Sali Ibrim                     | Nationale Eenheidsbeweging                       | 41,837       | 1.24         |              |              |
| Overige kandidaten             | -                                                | 139.405      | 4,15         |              |              |
| Aantal geldige stemmen         | Aantal geldige stemmen                           | 3.364.084    | 100          | 3.229.329    | 100          |
| Ongeldig/blanco                | Ongeldig/blanco                                  | 229.844      | 6,40         | 104.837      | 3,14         |
| Uitgebrachte stemmen           | Uitgebrachte stemmen                             | 3,593,928    | 100          | 3,334,166    | 100          |
| Geregistreerde kiezers/opkomst | Geregistreerde kiezers/opkomst                   | 6,873,589    | 52.29        | 6,910,491    | 48.25        |
| Bron: De Bulgaarse Kiesraad    |                                                  |              |              |              |              |

### Presidentsverkiezingen 2006[1]
| Kandidaat                       | Partij                          | Uitgebrachte stemmen 1ste ronde | %     | Uitgebrachte stemmen 2de ronde | %     |
| ------------------------------- | ------------------------------- | ------------------------------- | ----- | ------------------------------ | ----- |
| Georgy Parvanov                 | Coalitie voor Bulgarije         | 1.780.119                       | 64%   | 2.050.488                      | 76%   |
| Volen Siderov                   | Ataka                           | 597.175                         | 21,5% | 649.387                        | 24%   |
| Nedelcho Beronov                | Unie van Democratische Krachten | 271.078                         | 9,8%  |                                |       |
| Georgi Markov                   | Orde, Recht en Rechtvaardigheid | 75.478                          | 2,7%  |                                |       |
| Petar Beron                     | Alles in Een Bulgarije          | 21.812                          | 0,8%  |                                |       |
| Grigor Velev                    | Onafhankelijk                   | 19.857                          | 0,7%  |                                |       |
| Lyuben Petrov                   | Onafhankelijk                   | 13.854                          | 0,5%  |                                |       |
| Totaal                          |                                 | 2.779.373                       | 100%  | 2.699.875                      | 100%  |
| Ongeldige en blanco stemmen     |                                 | 77.361                          | 2,7%  | 57.566                         | 2,1%  |
| Getelde stemmen                 |                                 | 2.856.734                       |       | 2.757.441                      |       |
| Geregistreerde kiezers/ opkomst |                                 | 6.450.920                       | 44,3% | 6,494,634                      | 42,5% |

### Presidentsverkiezingen 2001
Op 11 november 2001 werden er presidentsverkiezingen gehouden in Bulgarije. Er waren zes kandidaten. Geen van hen behaalde meer dan 50% van de stemmen en er was een tweede ronde nodig. Deze werd op 18 november 2001 gehouden. Georgi Parvanov van de Bulgaarse Socialistische Partij kreeg tijdens de tweede ronde 54,1% van de stemmen. Zijn tegenkandidaat, Petar Stefanov Stojanov van de Verenigde Democratische Krachten kreeg 45,9% van de stemmen.
| Kandidaat | Kandidaat               | Partij                           | Uitgebrachte stemmen 1ste ronde | %     | Uitgebrachte stemmen 2de ronde | %     |
| --------- | ----------------------- | -------------------------------- | ------------------------------- | ----- | ------------------------------ | ----- |
|           | Georgi Parvanov         | Bulgaarse Socialistische Partij  | 1.052.548                       | 36,4% | 2.039.311                      | 54,1% |
|           | Petar Stefanov Stojanov | Verenigde Democratische Krachten | 991.606                         | 34,9% | 1.726.954                      | 45,9% |
|           | Bogomil Bonev           | Burgerpartij van Bulgarije       | 546.713                         | 19,3% | -                              | -     |
|           | Reneta Indzjova         | Democratische Alliantie          | 139.676                         | 4,9%  | -                              | -     |
|           | Zjorzj Gantsjev         | Blok Zjorzj Gantsjev             | 95.471                          | 3,4%  | -                              | -     |
|           | Petar Beron             | Unie voor Bulgarije              | 31.390                          | 1,1%  | -                              | -     |
| Totaal    | Totaal                  | Totaal                           | 2.837.404                       | 100%  | 3.726.265                      | 100%  |

## Parlementsverkiezingen

### Parlementsverkiezingen 2017
|                                | Burgers voor Europese Ontwikkeling van Bulgarije | 1.147.292 | 33,54% | 95  | +11   |
|                                | BSP-Links Bulgarije                              | 955.490   | 27,93% | 80  | +41   |
|                                | Verenigde patriotten                             | 318.513   | 9,31%  | 27  | +16   |
|                                | Beweging voor Rechten en Vrijheden               | 315.976   | 9,24%  | 26  | -12   |
|                                | Volia                                            | 145.637   | 4,26%  | 12  | Nieuw |
|                                | Overige                                          | 215.374   | 15,72% | -   | -     |
| Ongeldige en blanco stemmen    | Ongeldige en blanco stemmen                      | 124.414   | -      | –   | –     |
| Totaal                         | Totaal                                           | 3.501.269 | 100    | 240 | -     |
| Geregistreerde kiezers/opkomst | Geregistreerde kiezers/opkomst                   | 6.810.341 | 54.07% | –   | –     |
| Bron: (bg) CIK                 |                                                  |           |        |     |       |

### Parlementsverkiezingen 2014
|                                | Burgers voor Europese Ontwikkeling van Bulgarije | 1.072.491 | 32,67% | 84  | -13   |
|                                | BSP-Links Bulgarije                              | 505.527   | 15,4%  | 39  | -45   |
|                                | Beweging voor Rechten en Vrijheden               | 487,134   | 14,84% | 38  | +2    |
|                                | Reformistisch Blok                               | 291.806   | 8,89%  | 23  | Nieuw |
|                                | Patriottisch Front                               | 239.101   | 7,28%  | 19  | Nieuw |
|                                | Bulgarije zonder Censuur                         | 186.938   | 5,69%  | 15  | Nieuw |
|                                | Ataka                                            | 148.262   | 4,52%  | 11  | -12   |
|                                | Alternatief voor een Bulgaarse Wedergeboorte     | 136.223   | 4,15%  | 11  | Nieuw |
|                                | Overige                                          | 215.374   | 6,56%  | -   | -     |
| Ongeldige en blanco stemmen    | Ongeldige en blanco stemmen                      | 218.125   | -      | –   | –     |
| Totaal                         | Totaal                                           | 3.501.269 | 100    | 240 | -     |
| Geregistreerde kiezers/opkomst | Geregistreerde kiezers/opkomst                   | 6.858.304 | 51,05% | –   | –     |
| Bron: (bg) CIK                 |                                                  |           |        |     |       |

### Parlementsverkiezingen 2013

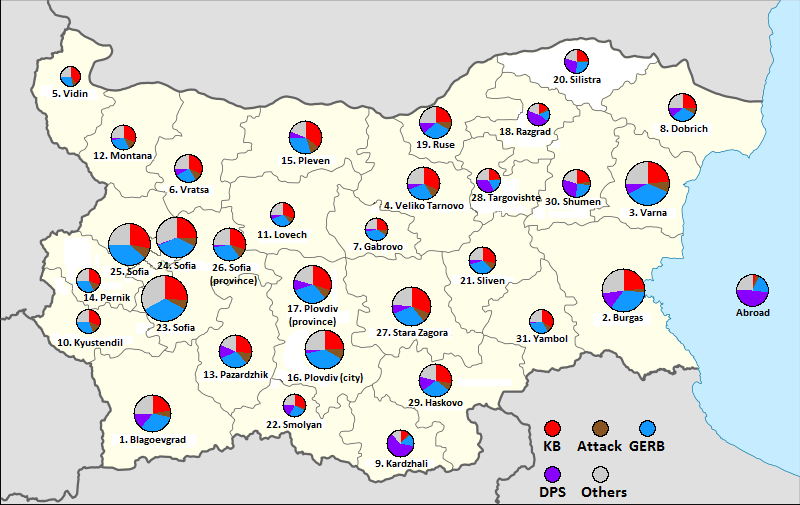
Verdeling van stemmen over kiesdistricten (2013)

|                                | Burgers voor Europese Ontwikkeling van Bulgarije   | 1.081.605 | 30,5% | 97  | -19   |
|                                | Coalitie voor Bulgarije                            | 942.541   | 26,6% | 84  | +44   |
|                                | Beweging voor Rechten en Vrijheden                 | 400.466   | 11,3% | 36  | -2    |
|                                | Ataka                                              | 258.481   | 7,3%  | 23  | +2    |
|                                | Nationaal Front voor de Verlossing van Bulgarije   | 131.169   | 3,7%  | 0   | Nieuw |
|                                | Bulgarije voor Burgers Beweging                    | 115.190   | 3,3%  | 0   | Nieuw |
|                                | Democraten voor een Sterk Bulgarije                | 103,638   | 3%    | 0   | -15   |
|                                | Bulgaarse Nationale Beweging                       | 66.803    | 1,9%  | 0   | Nieuw |
|                                | Lider                                              | 61.482    | 1,7%  | 0   | 0     |
|                                | Orde, Recht en Rechtvaardigheid                    | 59.145    | 1,7%  | 0   | -10   |
|                                | Nationale Beweging voor Stabiliteit en Vooruitgang | 57.611    | 1,6%  | 0   | 0     |
|                                | Unie van Democratische Krachten                    | 48.681    | 1,4%  | 0   | 0     |
|                                | Stem van het Volk                                  | 47.419    | 1,4%  | 0   | Nieuw |
|                                | Overige                                            | 167.235   | 4,7%  | -   | -     |
| Ongeldige en blanco stemmen    | Ongeldige en blanco stemmen                        | 90.047    | -     | –   | –     |
| Totaal                         | Totaal                                             | 3.541.745 | 100   | 240 | -     |
| Geregistreerde kiezers/opkomst | Geregistreerde kiezers/opkomst                     | 6.919.260 | 51,3% | –   | –     |
| Bron:                          |                                                    |           |       |     |       |

### Parlementsverkiezingen 2009

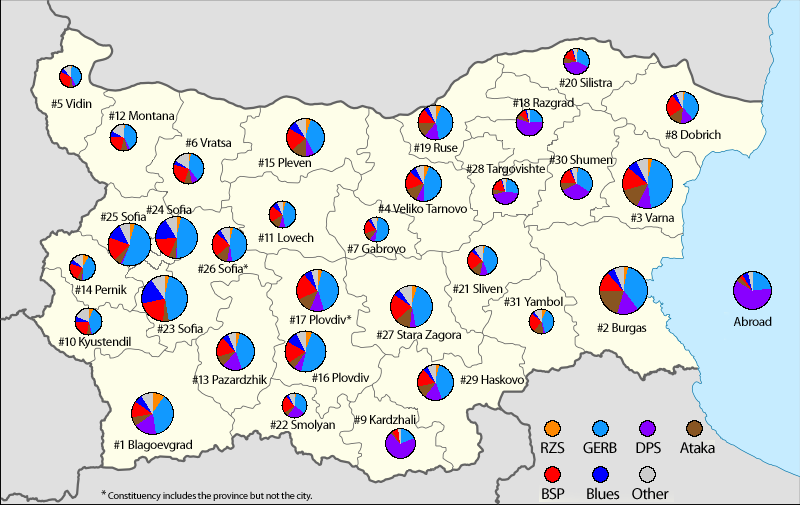
Verdeling van stemmen over kiesdistricten (2009)

|                                | Burgers voor Europese Ontwikkeling van Bulgarije   | 1.678.641 | 39,7% | 116 | +116 |
|                                | Coalitie voor Bulgarije                            | 748.147   | 17,7% | 40  | -42  |
|                                | Beweging voor Rechten en Vrijheden                 | 610.521   | 14,5% | 38  | +4   |
|                                | Ataka                                              | 395.733   | 9,4%  | 21  |      |
|                                | Blauwe Coalitie                                    | 385.662   | 6,8%  | 15  | -22  |
|                                | Orde, Wet en Rechtvaardigheid                      | 174.582   | 4,1%  | 10  | +10  |
|                                | Nationale Beweging voor Stabiliteit en Vooruitgang | 127.470   | 3%    | -   | -53  |
|                                | Bulgaarse Volksunie                                | 3.813     | 0,1%  | -   | -13  |
|                                | Overige                                            | 201.625   | 4,8%  | -   | -    |
| Ongeldige en blanco stemmen    | Ongeldige en blanco stemmen                        | 96,856    | 2.2%  | –   | –    |
| Totaal                         | Totaal                                             | 4,323,050 | 100   | 240 | 31   |
| Geregistreerde kiezers/opkomst | Geregistreerde kiezers/opkomst                     | 7,129,965 | 60.6% | –   | –    |
| Bron:                          |                                                    |           |       |     |      |

### Parlementsverkiezingen 2005
De verkiezingen voor de Narodno Sobranie (Nationale Vergadering) vonden op 25 juni 2005 gehouden. Zij werden gewonnen door de Coalitie voor Bulgarije. De partij die de verkiezingen van 2001 won, de Nationale Beweging Simeon II, onder leiding van ex-koning Simeon II (Simeon Sakskoburggotski), ging 67 zetels achteruit.
| Coalitie/partij | Coalitie/partij                     | Partijen | %     | Zetels (totaal) | +/- |
| --------------- | ----------------------------------- | --- | ----- | --------------- | --- |
|                 | Coalitie voor Bulgarije             | Bulgaarse Socialistische Partij Partij van Bulgaarse Sociaaldemocraten Politieke Beweging Sociaaldemocraten Bulgaarse Agrarische Nationale Unie Aleksandur Stamboeliski Burgerunie "Roma" Beweging voor Sociaal-Humanisme Groene Partij van Bulgarije Bulgaarse Communistische Partij | 34,2% | 82              | +34 |
|                 | Nationale Beweging Simeon II        | | 21,9% | 52              | -67 |
|                 | Beweging voor Rechten en Vrijheden  | | 13,7% | 33              | +13 |
|                 | Aanval Coalitie                     | Nationale Beweging voor de Redding van het Vaderland Bulgaarse Nationale Patriottische Partij Unie van Patriottische Krachten en Militairen van Nationale Reserves | 9,0%  | 22              | +22 |
|                 | Verenigde Democratische Krachten    | Unie van Democratische Krachten Democratische Partij Bulgaarse Agrarische Nationale Unie - Verenigd St. Jorisdag Beweging Beweging voor Openbare Gelijkheid | 8,4%  | 20              | -31 |
|                 | Democraten voor een Sterk Bulgarije | | 7,0%  | 17              | +17 |
|                 | Bulgaarse Volksunie                 | Bulgaarse Agrarische Nationale Unie - Volksunie Interne Macedonische Revolutionaire Organisatie Unie van Vrije Democraten | 5,7%  | 14              | +14 |
| Totaal          | Totaal                              | | 100%  | 240             |     |

### Parlementsverkiezingen 2001
De parlementsverkiezingen voor de Narodno Sobranie werden gehouden op 17 juni 2001 en gewonnen door de Nationale Beweging Simeon II.
| Coalitie/partij | Coalitie/partij                                            | Partijen | %     | Zetels (totaal) | +/- |
| --------------- | ---------------------------------------------------------- | -------- | ----- | --------------- | --- |
|                 | Nationale Beweging Simeon II                               |          | 42,7% | 120             | -   |
|                 | Verenigde Democratische Krachten en de Bulgaarse Volksunie |          | 18,2% | 51[1]           | -86 |
|                 | Coalitie voor Bulgarije                                    |          | 17,1% | 48              | -10 |
|                 | Beweging voor Rechten en Vrijheden                         |          | 7,5%  | 21              | +2  |
|                 | Overigen                                                   |          | 13,5% |                 |     |
| Totaal          | Totaal                                                     |          | 100%  | 240             |     |

- [1]Verenigde Democratische Krachten 39; Bulgaarse Volksunie 12

### Uitslagen parlementsverkiezingen 1986-1997
| Partij/coalitie                                      | %     | zetels |      |      |      |      |      |      |
| 1986                                                 | 1986  | 1986   | 1986 | 1986 | 1986 | 1986 | 1986 | 1986 |
| ---------------------------------------------------- | ----- | ------ | ---- | ---- | ---- | ---- | ---- | ---- |
| Bulgaarse Communistische Partij                      | -     | 276    |      |      |      |      |      |      |
| Bulgaarse Agrarische Nationale Unie                  | -     | 99     |      |      |      |      |      |      |
| Partijloze kandidaten                                | -     | 25     |      |      |      |      |      |      |
| 1990                                                 |       |        |      |      |      |      |      |      |
| Bulgaarse Socialistische Partij                      | 47,2% | 211    |      |      |      |      |      |      |
| Unie van Democratische Krachten                      | 36,2% | 144    |      |      |      |      |      |      |
| Bulgaarse Agrarische Nationale Unie                  | 8,0%  | 16     |      |      |      |      |      |      |
| Beweging voor Rechten en Vrijheden                   | 6,0%  | 23     |      |      |      |      |      |      |
| 1991                                                 |       |        |      |      |      |      |      |      |
| Unie van Democratische Krachten                      | 34,4% | 110    |      |      |      |      |      |      |
| Bulgaarse Socialistische Partij                      | 33,1% | 106    |      |      |      |      |      |      |
| Bulgaarse Agrarische Nationale Unie                  | 3,9%  | -      |      |      |      |      |      |      |
| Beweging voor Rechten en Vrijheden                   | 7,6%  | 24     |      |      |      |      |      |      |
| Bulgaars Zakenblok                                   | 1,3%  | -      |      |      |      |      |      |      |
| 1994                                                 |       |        |      |      |      |      |      |      |
| Bulgaarse Socialistische Partij                      | 43,5% | 125    |      |      |      |      |      |      |
| Unie van Democratische Krachten                      | 24,2% | 69     |      |      |      |      |      |      |
| Bulgaarse Agrarische Nationale Unie                  | 6,5%  | 18     |      |      |      |      |      |      |
| Beweging voor Rechten en Vrijheden                   | 5,4%  | 15     |      |      |      |      |      |      |
| Bulgaars Zakenblok                                   | 4,7%  | 13     |      |      |      |      |      |      |
| 1997                                                 |       |        |      |      |      |      |      |      |
| Verenigde Democratische Krachten Bulgaarse Volksunie | 52,3% | 123 14 |      |      |      |      |      |      |
| Bulgaarse Socialistische Partij                      | 22,0% | 58     |      |      |      |      |      |      |
| Beweging voor Rechten en Vrijheden                   | 7,6%  | 19     |      |      |      |      |      |      |
| Bulgaarse Euro-Links                                 | 5,5%  | 14     |      |      |      |      |      |      |
| Bulgaars Zakenblok                                   | 4,9%  | 12     |      |      |      |      |      |      |

## Noot
1. ↑  (bg)  Presidentsverkiezingen 2006
2. ↑  Deed in 2009 mee onder de naam 'Blauwe Coalitie
3. ↑  (en) Psephos - Adams Carr's Election Archive
4. 1 2  (en) Parties and Elections, EU landen
5. ↑  (bg) Bulgaars Verkiezingscommissie
6. ↑  (en) Psephos - Adams Carr's Election Archive
7. ↑  [Laatste verkiezingen onder communistische heerschappij]